# Eugen Negrici
Eugen Negrici (n. 28 noiembrie 1941, Râmnicu Vâlcea) este un critic, istoric literar, stilistician și profesor universitar român. În decembrie 2011 a fost declarat profesor emerit de Senatul Universității din București. Actualmente este profesor al Școlii Doctorale a Facultății de Litere din Universitatea  din București, condusă de profesorul Ion Bogdan Lefter, unde ține cursuri și coordonează teze de doctorat. Părinții săi sunt din zona Rîmnicu Vîlcea, tatăl său a fost ofițer în Armata Regală și a luptat pe frontul de Est pînă la Cotul Donului, apoi a participat la elberarea Cehoslovaciei. Mama lui este descendentă a șapte generații de preoți, dintre care cinci au ctitorit diverse biserici în satele din Vîlcea. A fost lector în Slovacia, unde a format mai mulți universitari slovaci care se consideră discipolii săi. Inițial a fost profesor la Filologia craioveană unde a ocupat la un moment dat și funcția de decan al Facultății de Litere din Craiova, iar din 1990 în timpul decanatului profesorului Paul Cornea, la inițiativa lui Nicolae Manolescu, prietenul domniei sale s-a mutat în București, la Facultate de Litere a Universității din București. Aici, alături de profesorii Mihai Moraru și Dan Horia Mazilu, s-a ocupat de perioada veche a literaturii române - contribuind cu importante studii de specialitate - dar și de literatura română sub comunism (de la așa numitul „proletcultism” din anii 1950 până mai târziu). Una dintre cărțile sale controversate, cu un ecou în lumea intelectuală din România, se numește Iluziile literaturii române (2008), carte pe care domnia sa a renegat-o în cîteva interviuri. La împlinirea vîrstei de 70 de ani, o editură, Paralela 45, a publicat un volum de studii omagiale, intitulat Eugen Negrici, 70. Volumul a fost îngrijit de poetul Ioan Es. Pop.